# 리멤버 (2011년 영화)
《리멤버》(독일어: Die verlorene Zeit, 영어: Remembrance)는 독일에서 제작된 아나 유스티세 감독의 2011년 드라마 영화이다. 앨리스 드와이어 등이 출연하였고, 스벤 볼트 등이 제작에 참여하였다.

## 출연진
- 앨리스 드와이어
- 다그마어 만첼
- 마테우시 다미엥츠키
- 주자네 로타어
- 샨텔 밴샌튼
- 데이비드 래시
- 레흐 마츠키에비치
- 요안나 쿨리크
- 미로스와프 즈브로예비치
- 아드리안 토폴
- 플로리안 루카스

## 기타 제작진
- 총괄 제작: 미하엘 발하우스
- 배역: 지모네 베어, 리나 토드
- 미술: 안드레아스 올즈하우젠
- 의상: 베아테 셸